# Torcida Jovem do Santos
A Torcida Jovem do Santos FC ou Grêmio Recreativo Esportivo Cultural Escola de Samba Torcida Jovem Santista é uma torcida organizada do Santos Futebol Clube, fundada em 26 de setembro de 1969 e também uma escola de samba desde 2003. Possui uma sede social localizada na cidade de São Paulo.
O lema da Torcida Jovem do Santos FC é: Com o Santos FC onde e como ele estiver. Atualmente a Torcida Jovem do Santos FC conta com aproximadamente 65 mil sócios ativos.
A Torcida Jovem é uma das fundadoras da Associação das Torcidas Organizadas de São Paulo e da Associação das Torcidas Organizadas do Santos FC.

## História
A Torcida Jovem foi criada oficialmente em 1969, no bairro do Brás, por um grupo de 13 garotos: "Cosmo Damião, Alemão, Mestre Pedrão, China, Chacrinha, Magrão, Zuca, Almir e outros", que desde 1966 compareciam aos jogos do Santos FC na capital paulista, onde moravam. Foi a primeira torcida santista a ser criada, e curiosamente, foi criada por garotos de uma cidade que não a do clube.
Em 1970 a TJS participou da oposição na eleição do Santos FC, tendo desde então tendo participado da vida política do clube, inclusive elegendo representantes para o conselho deliberativo do clube. As preocupações da torcida passaram então a não se limitar apenas ao clube, mas se estendeu à oposição ao Regime Militar no Brasil.
Em 1978, a Torcida Jovem se mudou para o bairro do Bixiga. Um ano depois, em 1979, estreou no carnaval paulistano como um bloco carnavalesco, participando do desfile oficial da UESP.

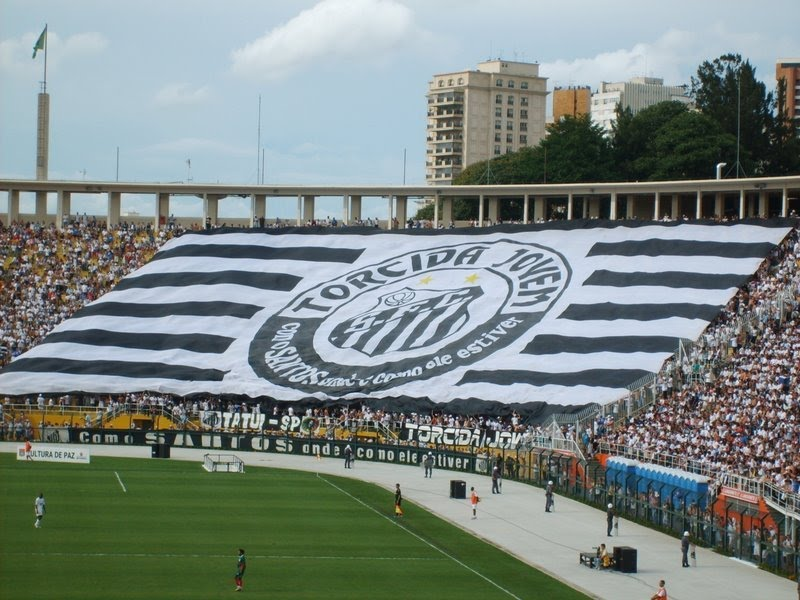
Bandeirão da Torcida Jovem no Estádio do Pacaembu

Em 2003, de bloco passou à categoria de escola de samba. Desde a alguns anos mudou-se para o bairro de Jardim Aricanduva, que foi enredo do desfile de 2004, onde a Jovem conseguiu seu primeiro título como escola de samba. Em 2009, desfilou no Grupo 1 da UESP, equivalente à terceira divisão do carnaval de São Paulo. No ano seguinte, obteve o vice-campeonato, subindo assim para o Grupo de Acesso em 2011, quando homenageou Pelé. Após vários problemas no desfile, inclusive o atraso de 40 minutos, a Torcida Jovem foi rebaixada de volta para o Grupo 1.
Após 11 anos disputando o terceiro grupo, a Torcida Jovem conquistou o título do Acesso 2 no carnaval de 2023, ascendendo ao Acesso 1 no ano seguinte.
Atualmente, sua sede se localiza no Jardim Aricanduva, zona leste de São Paulo.

## Segmentos

### Presidentes
| Nome                             | Mandato      | Ref.   |
| -------------------------------- | ------------ | ------ |
| Cosmo Damião Freitas Cid         | 1969 - 1999  |        |
| Vicente Trombolho                | 1999 - 2001  |        |
| Gilberto Gonçalves Pereira       | 2001 - 2003  |        |
| Luciano Nunes                    | 2003 - 2005  | [ 50 ] |
| Valdir Henrique da Silva Júnior  | 2005 - 2012  | [ 51 ] |
| Marcos Dimes "Gordinho Zona Sul" | 2012 - 2015  | [ 52 ] |
| Dênis Almeida                    | 2015 - 2018  | [ 53 ] |
| Fernando Raposa                  | 2018 - 2020  | [ 54 ] |
| André Vinícius "Deko"            | 2020 - 2022  |        |
| Jefferson Silvano "Jé"           | 2022 - atual |        |

### Presidentes de Honra
| Nome         | Mandato      | Ref |
| ------------ | ------------ | --- |
| Cosmo Damião | 1999 - atual |     |

### Intérpretes
| Carnavais | Intérprete oficial            | Referências |
| --------- | ----------------------------- | ----------- |
| 1983-1993 | Marco Antônio e David Martins |             |
| 1998      | Vânia Cordeiro                |             |
| 2000      | Preto Jóia                    |             |
| 2005      | Darlan Alves                  |             |
| 2007      | Nilson Valentim               |             |
| 2008-2013 | Fabiano Tennor                |             |
| 2014      | Tato Santa Cruz               |             |
| 2015-2018 | Celsinho Mody                 | [ 55 ]      |
| 2019      | Rogério Papa                  |             |
| 2020-2022 | Fabiano Tennor                |             |
| 2023      | Adeílton Almeida              |             |
| 2024-2025 | Vaguinho                      |             |
| 2026      | Juninho Branco                |             |

### Diretores
| Ano        | Diretor de Carnaval   | Diretor geral de harmonia          | Mestre de bateria | Ref.   |
| ---------- | --------------------- | ---------------------------------- | ----------------- | ------ |
| 2014       | Cosmo Damião e Nenê   | Nenê, Rogério, Rildo e Alexandre   | Clodoaldo         | [ 56 ] |
| 2015       |                       | Rildo                              | Clodoaldo         | [ 57 ] |
| 2016       |                       | Rogerio, Douglas                   | Alani             |        |
| 2017       |                       |                                    | Alani             |        |
| 2018       | Toninho 21            | Manequim T.J.S. e Wagner do Cavaco | Clodoaldo         | [ 58 ] |
| 2019       | Cosmo Damiao e Marrom |                                    | Pier              | [ 59 ] |
| 2020       | Comissão              |                                    | Pier              |        |
| 2021       | Comissão              |                                    | Marcelo Caverna   | [ 60 ] |
| 2024-atual | Evandro Guedes        | Gilberto Silva (Giba)              | Marcelo Caverna   |        |

### Coreógrafo
| Ano        | Nome         | Ref.   |
| ---------- | ------------ | ------ |
| 2014       | Edinho Bill  | [ 61 ] |
| 2025-atual | Fernando Lee |        |

### Casal de Mestre-sala e Porta-bandeira
| Ano       | Nome                            | Ref.   |
| --------- | ------------------------------- | ------ |
| 2014-2015 | André e Daniela Motta           | [ 62 ] |
| 2016      | André e Angelica Paiva          |        |
| 2020      | Lucas e Daniela Motta           |        |
| 2025      | Joice Cristina e Gabriel Vullen |        |

### Corte de Bateria
| Ano       | Rainha            | Madrinha | Ref.   |
| --------- | ----------------- | -------- | ------ |
| 2005-2007 | Karen Aline Costa | -        |        |
| 2014-2015 | Jéssika           |          |        |
| 2019      | Ariadne           | Jessika  | [ 63 ] |
| 2020      | Dóris             | Jessika  |        |

## Títulos
| Títulos da Torcida Jovem | Títulos da Torcida Jovem | Títulos da Torcida Jovem | Títulos da Torcida Jovem       |
|                          | Divisão                  | Total                    | Ano                            |
| ------------------------ | ------------------------ | ------------------------ | ------------------------------ |
|                          | Grupo de Acesso 2        | 1                        | 2023                           |
|                          | Grupo 3-UESP             | 1                        | 2004                           |
|                          | Bloco Especial           | 5                        | 1988, 1990, 1991, 1996, e 1997 |

## Carnavais
| Ano  | Colocação | Grupo | Enredo | Carnavalesco | Ref                                             |
| 1979 | 5º lugar | Blocos Especiais | Folia do Mundo Santista | Comissão de Carnaval                                                                                                   | [ 66 ]                                          |
| 1980 | 4º lugar | Blocos Especiais | Vamos Nessa Barca Autor: Marco Antonio | Marco Antonio | [ 67 ]                                          |
| 1981 | 3º lugar | Blocos Especiais | O Trem da Felicidade Autor: Marco Antonio | Marco Antonio | [ 68 ]                                          |
| 1982 | Vice-Campeã | Blocos Especiais | Paraíso Infantil Autores: Mozart Saboia de Araújo/David Martins | Mozart Saboia de Araújo e David Martins                                                                                | [ 69 ]                                          |
| 1983 | Vice-Campeã | Blocos Especiais | Carnaval das Arábias Autores: Mozart Saboia de Araújo/David Martins | Mozart Saboia de Araújo e David Martins                                                                                | [ 70 ]                                          |
| 1984 | Vice-Campeã | Blocos Especiais | Pintando o 7 Autores: Xixa/Daniel e Gilbertinho | Xixa, Daniel e Gilbertinho                                                                                             | [ 71 ]                                          |
| 1985 | Vice-Campeã | Blocos Especiais | Olhando para o Céu Autor: Marco Antonio | Marco Antonio | [ 72 ]                                          |
| 1986 | Vice-Campeã | Blocos Especiais | Bum Bum, se Tiver Marmelada Tem Zum Zum Autor: Marco Antonio | Marco Antonio | [ 73 ]                                          |
| 1987 | 3º lugar | Blocos Especiais | Vou Bater Tamanco Autor: Marco Antonio | Marco Antonio | [ 74 ]                                          |
| 1988 | Campeã | Blocos Especiais | Hoje Eu Vim Para Confundir e Não Para Explicar Autor: Marco Antonio | Marco Antonio | [ 76 ]                                          |
| 1989 | Vice-campeã | Blocos Especiais | Malandros e Malandragens Autor: Marco Antonio | Marco Antonio | [ 77 ]                                          |
| 1990 | Campeã | Blocos Especiais | A Magia desta Folia | Comissão de Carnaval                                                                                                   | [ 78 ]                                          |
| 1991 | Campeã | Blocos Especiais | Deixem Meu Povo Brincar o Carnaval | Comissão de Carnaval                                                                                                   | [ 79 ]                                          |
| 1992 | 3º lugar | Blocos Especiais | Rolou Brasil | Comissão de Carnaval                                                                                                   | [ 80 ]                                          |
| 1993 | 7º lugar | Blocos Especiais | Quem Me Viu... Quem Me Vê... Autor: Marco Antonio | Marco Antonio | [ 81 ]                                          |
| 1994 | 3º lugar | Blocos Especiais | Folia do Gordo | Comissão de Carnaval                                                                                                   | [ 82 ]                                          |
| 1995 | Vice-Campeã | Blocos Especiais | Do Sorriso da Lagosta, ao Abraço do Siri | Comissão de Carnaval                                                                                                   | [ 83 ]                                          |
| 1996 | Campeã | Blocos Especiais | Tem Folia, Tem Zueira, Porque Hoje é Sexta-feira | Comissão de Carnaval                                                                                                   | [ 84 ]                                          |
| 1997 | Campeã | Blocos Especiais | Alquimia, A Magia da Transformação | Comissão de Carnaval                                                                                                   | [ 85 ]                                          |
| 1998 | Vice-Campeã | Blocos Especiais | Nesta Terra de Reis...Onde foi Que Eu Errei? | Comissão de Carnaval                                                                                                   | [ 86 ]                                          |
| 1999 | 5º lugar | Blocos Especiais | No Voo das Águias Guerreiras, 20 Anos de Luta | Comissão de Carnaval                                                                                                   | [ 87 ]                                          |
| 2000 | 7º lugar | Blocos Especiais | Encantos e Poesias No Feitiço das Sereias | Comissão de Carnaval                                                                                                   | [ 88 ]                                          |
| 2001 | 3º lugar | Blocos Especiais | O Brasil em Dia de Festa | Comissão de Carnaval                                                                                                   | [ 89 ]                                          |
| 2002 | 10º lugar | Blocos Especiais | Uma Noite na Terra da Garoa | Comissão de Carnaval                                                                                                   | [ 90 ]                                          |
| 2003 | 4º lugar | Grupo 3-UESP | Façam suas Apostas! A Sorte está Lançada... Na Festa de Momo o Vencedor Será Sempre o Folião!                                                                                                  | Marcelo Santos | [ 91 ]                                          |
| 2004 | Campeã | Grupo 3-UESP | Torcida Jovem é Aricanduva, Terra de um Povo Guerreiro, Sonhador e Sambista | Anderson Paulino | [ 92 ]                                          |
| 2005 | 4º lugar | Grupo 2-UESP | Será a Voz Negra ou Será Negra a Voz da Liberdade? | Anderson Paulino | [ 93 ]                                          |
| 2006 | 3º lugar | Grupo 2-UESP | No Sonho de Momo, Torcida Jovem teve a sua vez | Paulão e Lacunha | [ 94 ]                                          |
| 2007 | 5º lugar | Grupo 2-UESP | De lá pra cá | Paulão e Lacunha | [ 95 ]                                          |
| 2008 | 3º lugar | Grupo 2-UESP | Tribos Urbanas - Novos Quilombos | Comissão de Carnaval                                                                                                   | [ 96 ]                                          |
| 2009 | 5º lugar | Grupo 1-UESP | Aceito Tudo! O Que Vier, Eu Traço! | Pedro Pinotti | [ 97 ]                                          |
| 2010 | Vice-campeã | Grupo 1-UESP | Divina Sedução | Pedro Pinotti | [ 98 ]                                          |
| 2011 | 8° lugar | Acesso | Quem foi rei nunca perde a majestade | Pedro Pinotti | [ 99 ] [ 100 ]                                  |
| 2012 | 3º Lugar | Grupo 1-UESP | Camisa 100 - Sua bandeira no mastro é a história de um passado e um presente só de glórias | Pedro Pinotti | [ 101 ] [ 102 ] [ 103 ] [ 104 ] [ 105 ] [ 106 ] |
| 2013 | 3º Lugar | Grupo 1-UESP | Sinfonia das cores em aquarela | Pedro Pinotti | [ 107 ]                                         |
| 2014 | Vice-campeã | Grupo 1-UESP | Confete - Pedacinho Colorido de felicidade Compositores:Edivaldo Gonçalves, Luizinho, Jô Pires e Luiz Pereira. Intérprete:Tato Santa Cruz.                                                     | Pedro Pinotti | [ 108 ]                                         |
| 2015 | 5° lugar | Grupo 1-UESP | Segura o laço que esse boi é meu! Compositores: Danilo Britto, Júnior ABC, Marcinho Keleque, Wagner Alexandre, Rodney Cheto, Pedro Antunes, Pierluiggi e Cris Napoli. Intérprete:Celsinho Mody | Pedro Pinotti | [ 109 ]                                         |
| 2016 | Vice-campeã | Grupo 1-UESP | A Torcida Jovem deita e rola, é samba... É show de bola! | Hernane Siqueira | [ 110 ]                                         |
| 2017 | 10° lugar | Grupo 1-UESP | Sou Milenar!! Sou o Pecado... | Fernando Dias | [ 111 ]                                         |
| 2018 | 11º lugar | Acesso 2 | O Corsário Elegante: O Terror dos Sete Mares | Pedro Pinotti | [ 112 ]                                         |
| 2019 | 9º lugar | Acesso 2 | No batuque do tambor, nosso samba é raiz e tradição Compositores: Celsinho Mody, Fabiano Tennor, Luizinho Ramos, Marrom e Mike                                                                 | Pedro Pinotti | [ 113 ]                                         |
| 2020 | 4º lugar | Acesso 2 | Prepare seu coração, para as coisas que vou contar | Comissão de Carnaval (Sérgio Yamaoka, Jéfferson, Fábio, André, Fabiano e Leonardo)                                     | [ 114 ]                                         |
| 2021 | Inicialmente adiados para o mês de julho, os desfiles do Carnaval 2021 foram cancelados devido a pandemia de Covid-19. | Inicialmente adiados para o mês de julho, os desfiles do Carnaval 2021 foram cancelados devido a pandemia de Covid-19. | Inicialmente adiados para o mês de julho, os desfiles do Carnaval 2021 foram cancelados devido a pandemia de Covid-19.                                                                         | Inicialmente adiados para o mês de julho, os desfiles do Carnaval 2021 foram cancelados devido a pandemia de Covid-19. | [ 115 ]                                         |
| 2022 | 3º lugar | Acesso 2 | Bela Vista. Berço cultural desse país! | Comissão de Carnaval (Fernando Pretti (Raposa), Bambu, China, Deko, Evandro, Jé e Fabiano Tenor)                       | [ 116 ] [ 117 ]                                 |
| 2023 | Campeã | Acesso 2 | Torcida Jovem está presente e canta nas águas de Mãe Iemanjá | Comissão de Carnaval (Jefferson Silvano (Jé), Ricardo Dias, Giba, Marcelo Caverna, Nico, Evandro e Adeilton Almeida)   | [ 118 ]                                         |
| 2024 | 7º lugar | Acesso 1 | Raíz Afro Mãe, Meu Brasil Bantu | Comissão de Carnaval (Bambu, China, Deko, Evandro, Jefferson Silvano e Raposa)                                         | [ 119 ]                                         |
| 2025 | 6° lugar | Acesso 2 | Na Capital do Reggae, onde a natureza canta e o mundo se encanta. São Luís do Maranhão | Comissão de Carnaval (Bambu, China, Deko, Evandro, Jefferson Silvano e Raposa)                                         | [ 120 ]                                         |
| 2026 | | Acesso 2 | Axé - Raízes e ritmos da cultura afro-baiana | Comissão de Carnaval                                                                                                   |                                                 |